# جينينغز مايكل يبرش
جينينغز مايكل يبرش (بالإنجليزية: Jennings Michael Burch)‏ هو كاتب أمريكي، ولد في 7 أبريل 1941 في مانهاتن في الولايات المتحدة، وتوفي في 15 يناير 2013 في كارمل في الولايات المتحدة.